# アユーブ・ガドファ・ドリシ・エル・アイサウイ
アユーブ・ガドファ・ドリシ・エル・アイサウイ（Ayoub Ghadfa Drissi El Aissaoui、1998年12月6日 - ）は、スペイン・アンダルシア州マラガ県マルベーリャ出身のアマチュアボクシング選手。2024年パリオリンピック男子スーパーヘビー級（92kg超級）銀メダリスト。

## 経歴
1998年にアンダルシア州マラガ県マルベーリャに生まれた。
2022年にアルメニアのエレバンで開催されたヨーロッパアマチュアボクシング選手権では、スーパーヘビー級（92kg超級）に出場して銀メダルを獲得した。2023年にウズベキスタンのタシュケントで開催されたAIBA世界ボクシング選手権では、スーパーヘビー級に出場して銅メダルを獲得した。
2024年にセルビアのベオグラードで開催されたヨーロッパアマチュアボクシング選手権では、スーパーヘビー級に出場して金メダルを獲得した。2024年パリオリンピックではスペイン代表としてスーパーヘビー級に出場し、決勝ではウズベキスタンのバホディル・ジャロロフに敗れたが、銀メダルを獲得した。なお、同大会ではスペイン代表のエンマヌエル・レジェスもヘビー級（92kg級）で銅メダルを獲得している。